# Chajber Pasztunchwa
Chajber Pasztunchwa (również ang. Khyber Pakhtunkhwa, Khyber Pakhtunkhwa Province; urdu ‏صوبۂ خیبر پختونخوا, خیبر پختونخوا‎, trb. Suba-e Chajbar Pachtunchwa, Chajbar Pachtunchwa; do 20 kwietnia 2010: Północno-Zachodnia Prowincja Pograniczna, ang. North-West Frontier Province, urdu ‏شمال مغربی سرحدی صوبہ‎) – jedna z prowincji pakistańskich położona w północnej części kraju z ośrodkiem administracyjnym w Peszawarze.
1. Ludność: 22 000 000 mieszkańców
2. Gęstość zaludnienia: 300 osób na km²
3. Powierzchnia: 74 521 km²
4. Języki urzędowe: paszto, hindko, perski, khowar
5. Podział administracyjny: 25 dystryktów
6. Data utworzenia: 1 lipca 1970

Dystrykty prowincji:
- Abbottabad
- Bannu
- Batagram
- Buner
- Charsadda
- Chitral
- Dera Ismail Khan
- Hangu
- Haripur
- Karak
- Kohat
- Kohistan
- Lakki Marwat
- Lower Dir
- Malakand
- Mansehra
- Mardan
- Nowshera
- Peszawar
- Shangla
- Swabi
- Swat
- Tank
- Tor Ghar
- Upper Dir